# Photis macromanus
Photis macromanus är en kräftdjursart som beskrevs av Mckinney, Kalke, Holland 1978. Photis macromanus ingår i släktet Photis och familjen Isaeidae. Inga underarter finns listade i Catalogue of Life.